# Carylla flavipes
Carylla flavipes is een rechtvleugelig insect uit de familie krekels (Gryllidae). De wetenschappelijke naam van deze soort is voor het eerst geldig gepubliceerd in 1793 door Fabricius.